# Jerzmanice-Zdrój
Jerzmanice-Zdrój (Duits: Bad Hermsdorf) is een dorp in het Poolse woiwodschap Neder-Silezië, in het district Złotoryjski en telt 770 inwoners.